# Sarra Wahid
Sarra Wahid es una deportista egipcia que compitió en judo. Ganó una medalla de plata en el Campeonato Africano de Judo de 2009, en la categoría de –70 kg.

## Palmarés internacional
| Campeonato Africano | Campeonato Africano     | Campeonato Africano | Campeonato Africano |
| Año                 | Lugar                   | Medalla             | Categoría           |
| ------------------- | ----------------------- | ------------------- | ------------------- |
| 2009                | Puerto Louis (Mauricio) | Medalla de plata    | –70 kg              |